# Нижня Тунгуска
Ни́жня Тунгу́ска — річка в Росії, в Іркутській області і Красноярському краю, права притока річки Єнісей.
- Довжина 2 989 км,
- Сточище 473 000 км².
- Середня витрата в гирлі 3 680 м3/с, найбільший за 125 км від гирла 74 000 м3/с.

## Географія
Бере початок на півдні Середньосибірського плоскогір'я, на схід від Ангарського кряжу. У верхній течії (до гирла річки Ілімпея) протікає в широкій долині; у річищі багато перекочувань. У нижній течії (впродовж 1 300 км) часто зустрічаються озеровидні розширення (до 20—25 км). При перетині трапів місцями: тече в ущелинах (ширина менше 200 м) з прямовисними берегами (заввишки 100—200 м), утворює пороги і довгі кам'яні мілини: (корги) заввишки 8—10 м. Нижче порогів глибини до 60—100 м, водоверті. Середні глибини річки 4—6 м, на перекочуваннях 2,5—3 м.
Найбільші пороги: Ждановський, Вівинський, Учамінський і Великий. Швидкість на порогах до 5 м/с. Живлення переважне снігове. Повінь у верхів'ях в травні — червні, в низовинах у травні — липні. Взимку глибока межень (стік менше 1% від річного). Замерзає в жовтні, іноді на початку листопада, скресає в травні. Льодохід продовжується від 4—5 до 9—11 діб; у звуженнях утворюються могутні затори, і рівень піднімається на 20—35 м.
У річищі — Тунгуський вугільний басейн

## Гідрологія

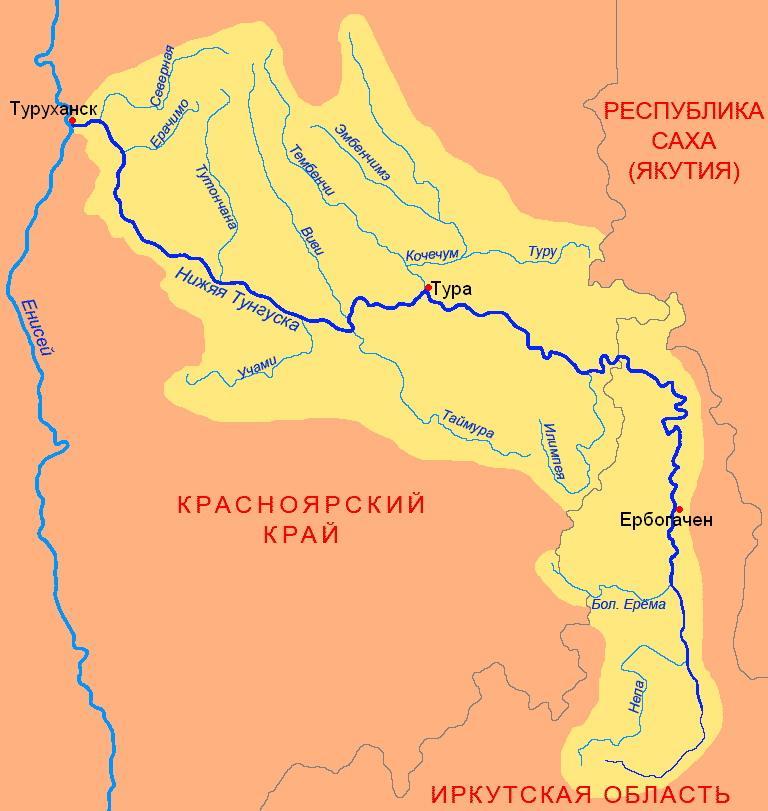
Схема басейну річки Нижня Тунгуска

За річним стоком Нижня Тунгуска займає одинадцяте місце серед всіх річок Росії. Середньорічна витрата води у гирлі становить 3 680 м³/с, що відповідає річному стоку 116 км³ на рік. Мінімальна витрата за останні 50 років у районі гідрографічного пункту «Великий поріг», спостерігалася у 1967 і становила 2 861 м³/с, максимальна — 4 690 м³/с у 1974, відповідно, для гирла річки ~ 3 093 м³/с і ~ 5 070 м³/с . Живлення річки відбувається за рахунок танення снігу та літніх дощів. У зимовий час річка маловодна, так як її басейн розташований в області  вічної мерзлоти і вона отримує дуже мізерне ґрунтове живлення. За спостереженнями протягом 52 років, мінімальний середньомісячний потік становив 27,8 м³/с у березні 1969 року — це була незвично суха зима — у той час як максимальна витрата води протягом місяця доходила до 31,5 тис. м³/с (червень 1959).
Нижче наводиться діаграма середньої водності Нижньої Тунгуски в м³/с по місяцях, отримана на підставі 52 років спостережень з контрольно-вимірювальної станції «Великий Поріг».
На час весняно-літнього паводка припадає 73% річного стоку річки. Амплітуда коливання рівня води дуже велика і є найбільшою із основних річок Росії. У звужених місцях спостерігаються потужні затори льоду, при яких рівень піднімається на 30-35 м вище меженю. Весняний льодохід на Нижній Тунгусці протікає бурхливо; сліди його дії на узбережжі видно по відполірованих скелях, вирваних із корінням деревах. В окремі дні весняний паводок сягає 74-112 тис. м³/с і забезпечує до 50-70% паводкового обсягу води в нижній частині Єнісею.

## Притоки
Основною притокою Нижньої Тунгуски є річка Кочечум довжиною 733 км, із середньорічною витратою води у гирлі 600 м³/с і площею басейну близько 96,4 тис. км².
- ліві: Непа, Велика Єрема, Тетея, Ілімпея, Нідим, Таймура, Учамі.
- праві: Ейка, Кочечум, Ямбукан, Віві, Тутончана, Ерачімо, Північна.